# DIALISP
DIALISP este un calculator românesc realizat la Universitatea Politehnica din București sub conducerea prof. Gheorghe M. Ștefan. A fost prezentat în 1984 la UPB. Modelul este practic o mașină LISP. A fost produs într-o serie foarte mică la FEPER in 1984.